# Octava Avenida (Manhattan)
La Octava Avenida (Eighth Avenue en inglés) es una avenida principal de orientación norte-sur que recorre el lado oeste de Manhattan en Nueva York. Su sentido de circulación hasta la calle 59 es hacia el norte. Es una de las avenidas originales del Plan de los Comisionados de 1811 que recorrerían todo el largo de la isla aunque hoy su recorrido cambia de nombre dos veces. En la intersección de la calle 59/Columbus Circle se llama Central Park West al formar el límite oeste del Central Park. Hacia el norte de la calle 110/Frederick Douglass Circle se llama Frederick Douglass Boulevard antes de fusionarse con la Harlem River Drive al norte de la calle 155.

## Descripción

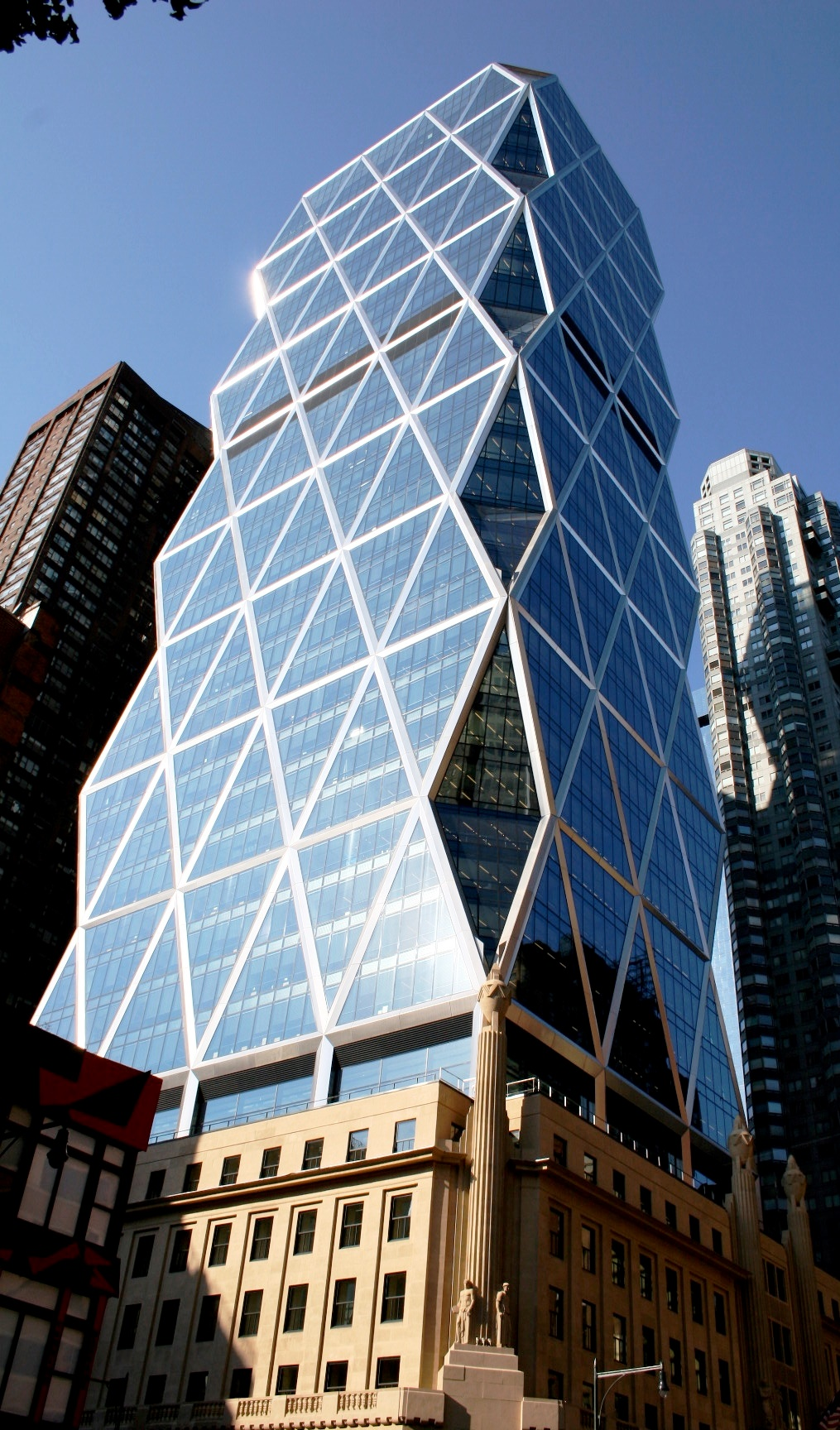
La Hearst Tower en la intersección de la calle 57 Oeste y la Octava Avenida

La Octava Avenida empieza en el barrio del West Village en Abingdon Square (donde Hudson Street se convierte en la Octava avenida en su intersección con Bleecker Street) y avanza rumbo norte por 44 cuadras a través de Chelsea, el Garment District, el límite oriental del barrio Hell's Kitchen, Midtown y el distrito teatral de Broadway en el barrio epónimo, antes de que desemboque en Columbus Circle en la intersección con la calle 59 y se convierta en Central Park West. Al norte de Frederick Douglass Circle, se vuelve a llamar Octava Avenida pero también es conocida como Frederick Douglass Boulevard. La avenida termina al norte de la calle 155 y se fusiona en la Harlem River Drive.
La línea de la Octava Avenida del Metro de Nueva York atendiendo a los trenes A, C y E en el Bajo Manhattan y a los trenes A, B, C y D en el Upper West Side, circula debajo de la Octava Avenida .
Por la avenida circulan principalmente dos rutas de buses. La línea M20 con rumbo norte recorre la avenida entre Abingdon Square y Columbus Circle, mientras que la M10 la recorre desde la calle 59 hasta el norte.

### Sección sur
La sección más al sur de la avenida se conoce simplemente como Octava Avenida entre Abingdon Square y Columbus Circle. Esta parte de la avenida lleva un solo sentido de tráfico desde el 6 de junio de 1954.
Desde los años 1990, la parte de la avenida que cruza Greenwich Village y Chelsea ha sido un centro de la comunidad gay de la ciudad, con bares y restaurantes que atienden a hombres gay. La marcha del orgullo anual se realiza a lo largo de la avenida en la parte que cruza Greenwich Village. Asimismo, junto con Times Square, la parte de la Octava Avenida entre la calle 42 y la calle 50 fue un distrito rojo informal a fines de los años 1960, 1970s y 1980s antes de que fuera controversialmente renovado a un ambiente más familiar bajo la primera administración como alcalde de Rudolph Giuliani.

### Central Park West

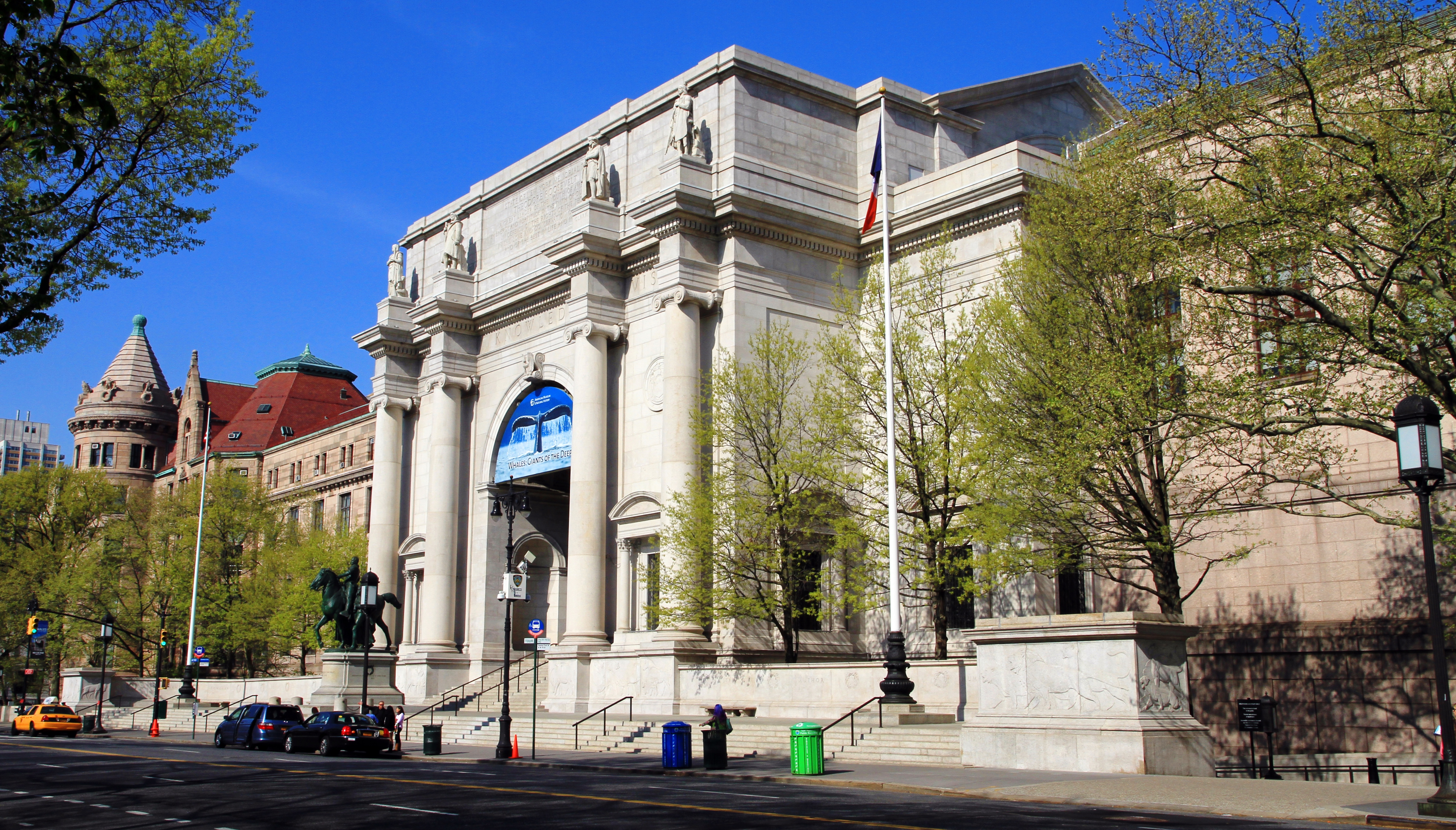
El Museo Americano de Historia Natural

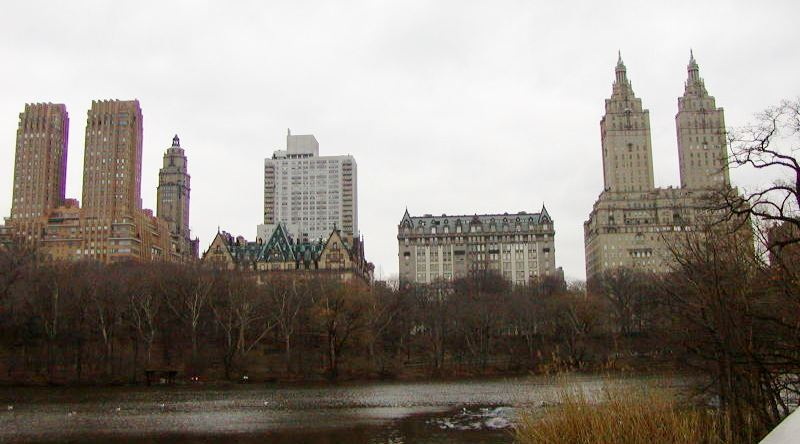
Condominios en Central Park West: The San Remo (extremo derecha), The Langham (centro-derecha), El Dakota (centro-izquierda), y The Majestic (extremo izquierda).

Al norte de Columbus Circle, la vía se convierte en Central Park West (abreviado como CPW). A diferencia de muchas avenidas de Manhattan, CPW tiene doble sentido de tráfico y sus números de dirección es diferente que el resto de la Octava Avenida. Como su nombre indica, CPW forma el límite este de Central Park. También forma el límite oriental del Upper West Side. Corre por 51 cuadras desde Columbus Circle (en la calle 59, o Central Park South) hasta Frederick Douglass Circle (en la calle 110, o Cathedral Parkway). Las puertas a Central Park a lo largo de su límite occidental son: Merchants Gate en la calle 59, Women's Gate en la 72, Naturalists Gate en la 77, Hunters Gate en la 81, Mariners Gate en la 85, Gate of All Saints en la 96, Boys Gate en la 100, y Strangers Gate en la 106. Las viviendas caras en Central Park West rivalizan con las de la Quinta Avenida en el Upper East Side.
Muchas residencias famosas se ubican en Central Park West, incluyendo:
- The Dakota, donde vivió John Lennon con la aún residente Yoko Ono,[5] y en cuyos exteriores fue asesinado en 1980[6]
- The San Remo, hogar de Demi Moore, Diane Keaton, Steve Martin, Bono de U2
- The Eldorado
- Edificio Beresford, hogar de Jerry Seinfeld[7] y Diana Ross[7]
- Edificio Langham
- The Century
- 15 Central Park West, hogar de Sting,[8] Álex Rodríguez[8] y Yekaterina Rybolóvleva[9]
- 41 Central Park West, hogar de Madonna
- 455 Central Park West
- El St. Urban
- The Majestic, hogar de algunos de los antiguos jefes de la familia Genovese, incluyendo a Meyer Lansky, Lucky Luciano y Frank Costello. En 1957, Vincent "The Chin" Gigante disparó a Frank Costello en el lobby del The Majestic en un intento fallido de asesinato[10][11]

De acuerdo con el crítico de arquitectura de The New York Times Paul Goldberger, los edificios de las calles, tanto los nuevos como 15 Central Park West y los antiguos como The Century, "encajan juntos de la misma maneras que aquellos en una hipotética calle principal y por la misma razón. Por mas de cien años, sus arquitectos rinden homenaje al acuerdo tácito de trabajar juntos, de alinear sus edificios unos a los otros y trabajar en una escala consistente con materiales que son compatibles."
La mayoría de estas cooperativas de vivienda fueron construidas alrededor de 1930, reemplazando hoteles de fines del siglo XIX con los mismos nombres. Algunos, incluyendo The Century, The San Remo, y The Majestic, son torres gemelas. Otros monumentos e instituciones a lo largo de la vía incluyen la New-York Historical Society y el Museo Americano de Historia Natural. El área desde la calle 61 hasta la 97 se incluye en el Distrito histórico de Central Park West.
El edificio ubicado en 55 Central Park West es el conocido "Spook Central" de la película Los cazafantasmas. El afamado restaurante neoyorquino Tavern on the Green está ubicado cerca de Central Park West, en la calle 66, dentro de los jardines del Central Park.
En 1899, mientras existía un tranvía, Henry Bliss fue atropellado por un taxi en CPW y la calle 74 oeste, convirtiéndose en la primera persona en ser atropellada y asesinada por un automóvil en el continente americano.

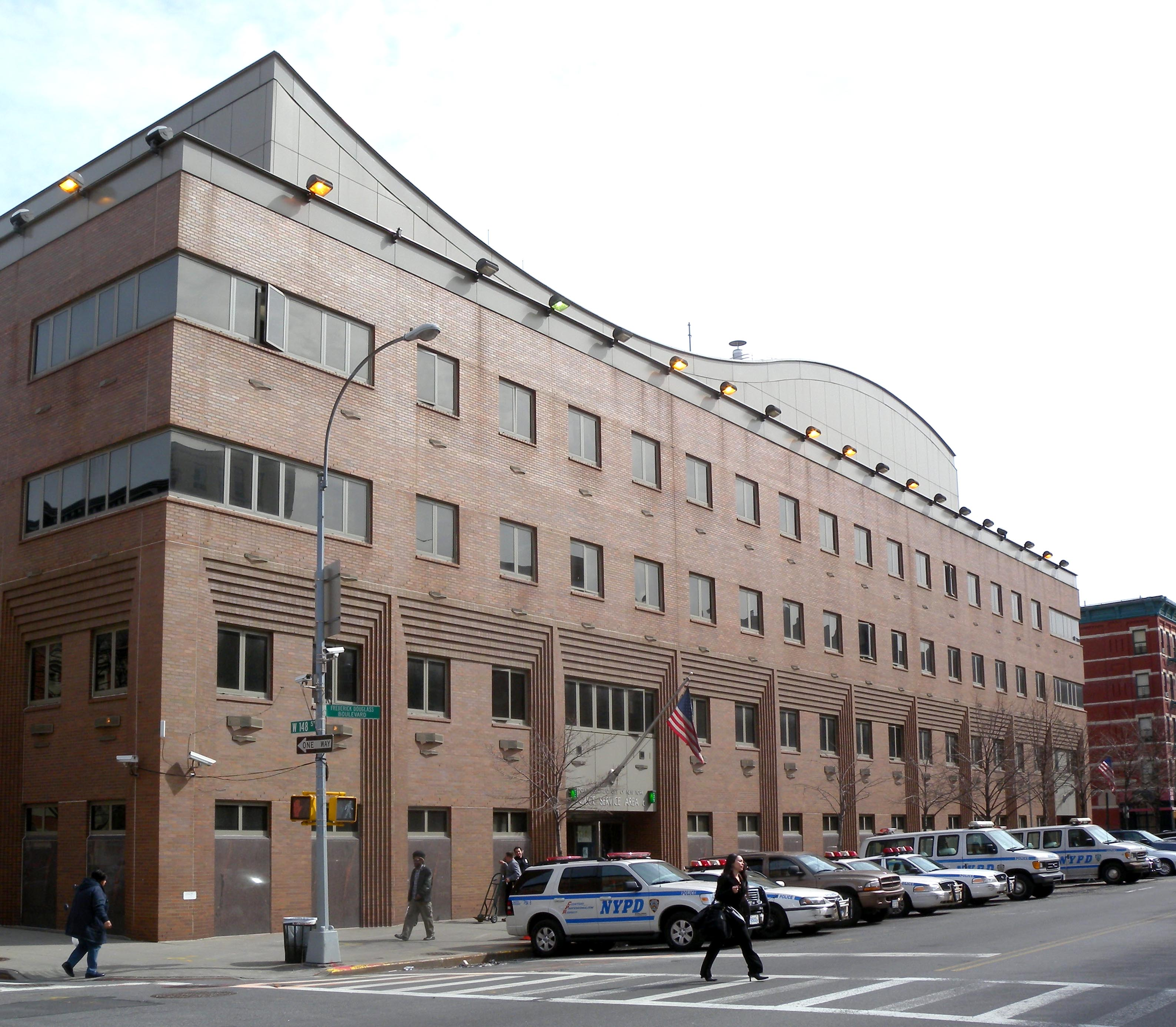
Estación de policía en la calle 148

### Frederick Douglass Boulevard
Al norte de Frederick Douglass Circle en la calle 110 en Harlem, la vía toma el nombre de Frederick Douglass Boulevard, aunque algunas veces se le llama oficiosamente como Octava Avenida. Frederick Douglass Boulevard eventualmente temrina cerca del río Harlem en el Harlem River Drive cerca de la calle 159 oeste. Mientras Central Park West tiene su propio orden de numeración para las direcciones, los números de las direcciones en Frederick Douglass Boulevard continúan donde se quedaron en el luegar en que la Octava Avenida se convirtió en Central Park West.
El corredor a lo largo de Frederick Douglass Boulevard fue reubicado en el 2003, permitiendo que edificios residenciales más grandes y de mayor densidad pudieran construirse y dando lugar a la construcción de condominios, edificios en renta, restaurantes y cafés. Antiguamente descrita de ser "parecida a Detroit" en su decadencia urbana, hoy está gentrificado, especialmente en los restaurantes a lo largo de su recorrido, dándole el sobrenombre de "Restaurant Row". Esta gentrificación se debe en parte a la gran inversión realizada por la ciudad. De acuerdo con The New York Times la demografía también ha cambiado:

Un censo entre 2007–2011 estimó que el 61% de los 57,897 habitantes a lo largo y alrededor de la Octava Avenida eran negros, bajando del 74% en el 2000. El porcentaje de blancos saltó al 12.4% desde el 2.3%. El ingreso promedio por hogar aumentó un 28% hasta $34,694.

## Sitios de interés
- Hotel Chelsea (en la calle 23 entre la Séptima y la Octava Avenida)
- Instituto de Moda y Tecnología (en las calles 26 y 27)
- Madison Square Garden y Penn Station (entre las calles 31 y 33)
- Oficina Postal James Farley
- Torre del New York Times en la calle 40
- Terminal de Autobuses de la Autoridad Portuaria (entre las calles 40 y 42)
- One Worldwide Plaza
- Torre Hearst